# Saint-Pierre-et-Miquelon La Première (télévision)
Pour les articles homonymes, voir Saint-Pierre-et-Miquelon La Première.
Saint-Pierre-et-Miquelon La Première est la chaîne de télévision généraliste publique française de proximité de France Télévisions diffusée dans la collectivité d'outre-mer de Saint-Pierre-et-Miquelon. Il s'agit également de l'unique chaîne locale de cette terre française d'outre-mer, aucune autre chaîne n'existant dans cet archipel.
En 2020, le budget total de la chaîne est de 11,9 millions d'euros et elle emploie 85,5 personnes à temps plein (ETP), dont 19 journalistes.
Diffusée sur la chaîne n°1 de la TNT locale, elle est également diffusée au Québec via le câble sur les chaînes n°50 chez Vidéotron, n°203 chez Cogeco, ainsi que par satellite dans tout le Canada sur la chaîne n°782 via Shaw Direct.
La chaîne est également reprise au Canada par satellite via Shaw Direct (chaîne no 782, uniquement au Québec) et par câble sur les réseaux câblés numériques des opérateurs québécois Vidéotron (chaîne no 50) et Cogeco (chaîne no 203) depuis 1998, en dépit de l'opposition manifestée par le réseau privé québécois TVA.

## Histoire de la chaîne
La télévision naît le 20 avril 1967 à Saint-Pierre-et-Miquelon avec les premières émissions de l’O.R.T.F. pour la réalisation desquelles, avec peu de moyens, les techniciens et journalistes de la station doivent affronter les conditions météorologiques capricieuses de l’archipel.
À la suite de l'éclatement de l'O.R.T.F. le 31 décembre 1974 et à la création de la nouvelle société nationale de programme France Régions 3 qui contrôle toutes les chaînes de radio et de télévision régionales, la station devient FR3-Saint-Pierre-et-Miquelon le 6 janvier 1975 et passe à la couleur.
Le 31 décembre 1982, FR3-Saint-Pierre-et-Miquelon prend le nom de RFO Saint-Pierre-et-Miquelon à la suite de la création de la société nationale de programmes RFO (Radio Télévision Française d’Outre-Mer) par transfert des activités de FR3 pour l’outre-mer. La publicité à la télévision est autorisée le 1er février 1984.
De 1988 à 2010 un second canal hertzien de télévision, baptisé RFO 2, est diffusé. RFO Saint-Pierre-et-Miquelon est alors renommée RFO 1. La station est dirigée par le journaliste Alain Quintrie à partir de 1989.
Télé Saint-Pierre-et-Miquelon est enfin créée le 1er février 1999 lors de la transformation de RFO en Réseau France Outre-mer. La chaîne possède un bureau décentralisé à Miquelon.
Au-delà de TV5 Québec Canada, Télé Saint-Pierre-et-Miquelon permet aussi aux programmes de la télévision française de rayonner en Amérique du Nord et constitue un relais entre les populations francophones de Terre-Neuve, de Nouvelle-Écosse, du Québec, et du Nouveau-Brunswick et les Français de l’archipel. De ce fait, la Société Radio-Canada et France Télévisions ont signé le 20 mai 2010 une convention d’échange entre les stations locales de CBAFT-DT (Radio-Canada Télévision Acadie) et RFO Saint-Pierre-et-Miquelon afin de valoriser chacun des territoires de ces deux communautés très proches. Il est à noter que ce partenariat est alors déjà en place dans les faits puisque Télé Saint-Pierre-et-Miquelon diffuse régulièrement Le Téléjournal-Acadie sur ses ondes et que CBAFT-DT est déjà présent dans le bouquet de chaînes câblées de SPM Telecom.
La loi de réforme de l'audiovisuel no 2004-669 du 9 juillet 2004 intègre la société de programme Réseau France Outre-mer au groupe audiovisuel public France Télévisions dont dépend depuis Télé Saint-Pierre-et-Miquelon. Son président, Rémy Pflimlin, annonce le 12 octobre 2010 le changement de nom du Réseau France Outre-mer en Réseau Outre-Mer 1re pour s'adapter au lancement de la TNT en Outre-Mer. Toutes les chaînes de télévision du réseau changent de nom le 30 novembre 2010 lors du démarrage de la TNT et Télé Saint-Pierre-et-Miquelon devient ainsi Saint-Pierre-et-Miquelon 1re. Le changement de nom fait référence à la place de leader de cette chaîne sur son territoire de diffusion ainsi qu'à sa première place sur la télécommande et sa numérotation en cohérence avec les autres antennes du groupe France Télévisions. Le 1er janvier 2018, à la suite d'un procès de la part de la chaîne câblée Paris Première, propriété du Groupe M6, Saint-Pierre-et-Miquelon 1re devient Saint-Pierre-et-Miquelon La 1re.
Saint-Pierre-et-Miquelon La 1re passe à la haute définition (HD) sur le satellite le 15 janvier 2020 et sur la TNT le 8 septembre 2020.
Le 7 avril 2025, en pleine annonce des droits de douane de la seconde administration Trump pour les pays qui ont un excédent commercial avec les États-Unis, dont Saint-Pierre-et-Miquelon est le territoire le plus touché au monde avec le Lesotho, plusieurs journaux anglophones tels que le Canadien The Globe and Mail ou l'Indien The Economic Times émettent l'hypothèse qu'un reportage parodique de Saint-Pierre-et-Miquelon La Première pourrait être à l'origine du différend commercial entre l'archipel et les États-Unis,. Le reportage, qui s'avère être un poisson d'avril, rapportait que le ministère des Armées avait lancé un projet de construction d'une nouvelle usine d'armes militaires pour produire les canons CAESAR dans l'archipel.

## Identité visuelle
Le logo de l'Office de radiodiffusion-télévision française (ORTF) Saint-Pierre-et-Miquelon est formé des quatre lettres du sigle posées horizontalement sur trois ellipses, la lettre « O » en son centre formant la quatrième ellipse, évoquant aussi bien des ondes radioélectriques, que le système solaire ou la course d'un électron dans un univers fermé, sous lequel est inscrit la mention Télévision. Les indicatifs d'ouverture et de fermeture d'antenne de l'ORTF Saint-Pierre-et-Miquelon animent un enchevêtrement d'ellipses sur un fond étoilé qui, pour le premier, s'ordonnent pour former le logo de la chaîne, et pour le second, se rétractent pour former une étoile qui disparaît, comme un big bang à l'envers.
Comme toutes les stations régionales de FR3, FR3 Saint-Pierre-et-Miquelon adopte le 6 janvier 1975 le nouvel habillage de la troisième chaîne nationale dont l'indicatif d'ouverture d'antenne fait figurer les neuf stations d'Outre-mer et la métropole sur une musique composée par Francis Lai.
À la suite de sa création le 31 décembre 1982, la nouvelle société nationale de programme RFO se dote d'une identité visuelle propre mettant en valeur dans son logo sa dimension mondiale et dans son ouverture d'antenne l'avance technologique de sa diffusion par satellite. L'habillage change à nouveau en 1993, en s'inspirant de celui de TF1 dans la forme rectangulaire tripartite mais en adoptant trois nouvelles couleurs, le vert pour la nature, l'orange pour la terre et le soleil et le bleu pour la mer, qui resteront celles de la chaîne jusqu'en 2005. Le 1er février 1999 avec la création des télés pays, Télé Saint-Pierre-et-Miquelon se dote d'un habillage personnalisé montrant ses paysages.
Tout comme RFO, Télé Saint-Pierre-et-Miquelon adopte le 23 mars 2005 l'identité globale du groupe France Télévisions qu'elle a intégré durant l'été 2004, en utilisant le même code couleur que la chaîne France Ô, l'orange et le blanc, mais disposés sur deux trapèzes. Pour son passage sur la TNT le 30 novembre 2010, la chaîne se décline dorénavant sous le sigle « 1re » en référence à sa place de leader sur son territoire de diffusion et se dote de la même identité visuelle que les autres chaînes du groupe France Télévisions en adoptant un trapèze de couleur jaune faisant référence au soleil des territoires ultramarins. Ce logo est à nouveau modifié début 2018.

### Logos

Logo de O.R.T.F. Saint-Pierre-et-Miquelon du 20 avril 1967 au 5 janvier 1975
Logo de FR3 Saint-Pierre-et-Miquelon du 6 janvier 1975 au 30 décembre 1982
Logo de RFO Saint-Pierre-et-Miquelon puis RFO 1 du 31 décembre 1982 à 1993
Logo de RFO 1 de 1993 au 31 janvier 1999
Logo de Télé Saint-Pierre-et-Miquelon du 23 mars 2005 au 29 novembre 2010
Logo de Saint-Pierre-et-Miquelon 1re du 30 novembre 2010 au 28 janvier 2018
Logo de Saint-Pierre-et-Miquelon La 1re depuis le 29 janvier 2018

### Slogans
- « Le monde est couleurs » (1993-1997)
- « Tous première » (depuis le 30 novembre 2010)

## Organisation
Saint-Pierre-et-Miquelon La 1re est l'antenne de télévision du pôle média de proximité Saint-Pierre-et-Miquelon La 1re, déclinaison du réseau La Première de France Télévisions.

### Dirigeants
Directeurs régionaux :
- Alain Quintrie: 1989 - ?
- Jean-François Moënnan : ? - 04/09/2005
- Laurence Mayerfeld : 05/09/2005 - 09/2008
- Gérard Christian Hoarau : 09/2008 - 01/2010
- Jean-Jacques Agostini 02/2010 06/2012
- Yves Rambeau 08/2012

Directeurs des Antennes :
- Jean-Philippe Lemee : 2003 - 31/01/2005

Jean-Jacques Agostini
- Gilles Dérouet

Rédacteurs en chef :
- Albert-Max Briand : 1988 - 1990
- Jacques Barret: 1992 - 1995
- Laurence Mayerfeld
- Gonzague de La Bourdonnaye : 2004-2005
- Muriel Tauzia

### Budget
Saint-Pierre-et-Miquelon La 1re dispose d'un budget de 7,5 millions d’euros versés par La Première et provenant pour plus de 90 % des ressources de la redevance audiovisuelle et des contributions de l’État français allouées à France Télévisions. Comme toutes les chaînes du groupe audiovisuel public, Saint-Pierre-et-Miquelon La 1re est autorisée à diffuser de la publicité entre 6 h et 20 h, dont elle tire aussi une partie de ses ressources, plafonnées à 10 % afin de ne pas anéantir la concurrence.

### Siège
Le siège et les studios de télévision de Saint-Pierre-et-Miquelon La 1re sont installés dans le bâtiment Zazpiak situé au 15 de la rue Gloanec à Saint-Pierre.

### Missions
Les missions de Saint-Pierre-et-Miquelon La 1re sont de produire des programmes de proximité et de tisser des liens de coopération avec les télévisions canadiennes, notamment ICI Radio-Canada Télé et à l'international par la coproduction de magazines et par le biais de France Ô.

## Programmes
Jusqu'au démarrage de la TNT en Outre-mer, les chaînes de télévision métropolitaines ne sont pas diffusées à Saint-Pierre-et-Miquelon. Télé Saint-Pierre-et-Miquelon diffuse donc un programme composé de productions propres donnant la priorité à la proximité, de programmes issus des autres stations RFO (information, magazines de RFO Paris), mais surtout de rediffusions ou de reprise en direct des programmes des chaînes du groupe France Télévisions (journaux d'information, magazines, sport, fictions, jeux, films, divertissements et émissions pour la jeunesse), de TF1, d'Arte et de producteurs indépendants.
En 2011, à la suite de l'arrivée des chaînes publiques métropolitaines, Saint-Pierre-et-Miquelon 1re doit accroître ses productions propres, avec 25 % de programmes locaux en plus, donnant la priorité à la proximité et traitant des problèmes économiques et sociaux de l’archipel (émissions spéciales, débats politiques, captation de spectacles, matches de football, messe de minuit, Téléthon). La chaîne est désormais libre de choisir elle-même ses programmes et, grâce à l'augmentation de budget dont elle bénéficie, dispose des moyens nécessaires pour produire, coproduire et acheter. La possibilité de reprendre certains programmes des chaînes de France Télévisions reste toujours possible et les grands rendez-vous sportifs, notamment le football, le rugby, le tennis, le cyclisme sont désormais tous diffusés en direct par satellite depuis Paris.
Saint-Pierre-et-Miquelon 1re diffusait les programmes de France Ô chaque nuit de 1 h à 8 h.

### Émissions
- Le Journal : journal télévisé quotidien en français de vingt-cinq minutes présenté par les journalistes de la rédaction, diffusé chaque soir à 20h00 et proposant les principales nouvelles d’actualité locale, mais également un résumé des événements nationaux et internationaux.
- Journal de l'Acadie : rediffusion du Téléjournal-Acadie de Radio-Canada Télévision Acadie du lundi au vendredi à minuit.
- À la une : émission de débat sur de thèmes de société présentée par Claire Arrossaména.
- Pô d'doute : émission consacrée à la jeunesse.
- Le Roi Du Bocal : émission de 26 minutes présentée par Annaïg Morazé. Deux candidats s'affrontent dans ce jeu de culture générale (questions en tout genre et questions sur l'archipel de Saint-Pierre-et-Miquelon)

## Diffusion
Pendant 44 ans, la chaîne de télévision publique fut diffusée sur le réseau analogique hertzien VHF et UHF SÉCAM K’ via trois émetteurs TDF qui ont tous été éteints le 27 septembre 2011 vers 10 h, date du passage définitif de Saint-Pierre-et-Miquelon au tout numérique terrestre.
Saint-Pierre-et-Miquelon La 1re est diffusée dans la collectivité territoriale de Saint-Pierre-et-Miquelon sur le premier canal du multiplex ROM1 de la TNT via trois émetteurs TDF (Saint-Pierre-Cap à l'Aigle sur le canal 37 et Phare de Galantry sur le canal 35, et Miquelon-Langlade-Pointe au Cheval sur le canal 41) au standard UHF PAL MPEG-4 et au format 16/9 en 1080i (HD). Initialement prévue le 30 novembre 2010, la diffusion numérique terrestre de Saint-Pierre-et-Miquelon 1re a dû être reportée à début 2011 pour permettre la mise en place d'un système de cryptage des signaux en Viaccess afin que les câblo-opérateurs canadiens ne puissent pas reprendre sans accord des ayants droit le flux des chaînes de France Télévisions et d'Arte. Pour recevoir la TNT, les téléviseurs et adaptateurs doivent avoir un emplacement où insérer un lecteur de carte Viaccess à la norme CI ou CI+, qui doit inclure le logiciel de décodage VIACCESS 3.0. Ces lecteurs sont disponibles sur l’île dans un package incluant la carte de ROM1 (Réseau Outre-mer 1 Saint-Pierre-et-Miquelon) et Freebox TV.
Saint-Pierre-et-Miquelon La 1re est aussi diffusée sur le réseau câblé de SPM Télécom.
La chaîne est également reprise au Canada par satellite via Shaw Direct (chaîne no 782, uniquement au Québec) et par câble sur les réseaux câblés numériques des opérateurs québécois Vidéotron (chaîne no 50) et Cogeco (chaîne no 203) depuis 1998, en dépit de l'opposition manifestée par le réseau privé québécois TVA.
Depuis le 10 juillet 2010, elle n'est plus disponible sur le bouquet satellite Bell Télé (chaîne 147) à la suite d'une décision commerciale unilatérale.
La chaîne émet en HD uniquement sur la TNT et le satellite, elle est diffusée en SD sur les autres canaux.